# (1751) Herget
(1751) Herget es un asteroide que forma parte del cinturón de asteroides y fue descubierto por el equipo del Indiana Asteroid Program de la universidad de Indiana desde el observatorio Goethe Link de Brooklyn, Estados Unidos, el 27 de julio de 1955.

## Designación y nombre
Herget recibió al principio la designación de 1955 OC.
Más adelante se nombró en honor del astrónomo estadounidense Paul Herget (1908-1981).

## Características orbitales
Herget orbita a una distancia media de 2,788 ua del Sol, pudiendo alejarse hasta 3,277 ua y acercarse hasta 2,299 ua. Su excentricidad es 0,1753 y la inclinación orbital 8,132°. Emplea 1700 días en completar una órbita alrededor del Sol.